# László Bánhegyi
László Bánhegyi, né le 17 janvier 1931, à Budapest, en Hongrie, est un ancien joueur hongrois de basket-ball.

## Palmarès
- Finaliste du championnat d'Europe 1953
- Champion d'Europe 1955